# Iglesia de la Merced (Sanlúcar de Barrameda)
La iglesia de Nuestra Señora de la Merced es un edificio situado en el municipio español de Sanlúcar de Barrameda, en la andaluza provincia de Cádiz.

## Descripción

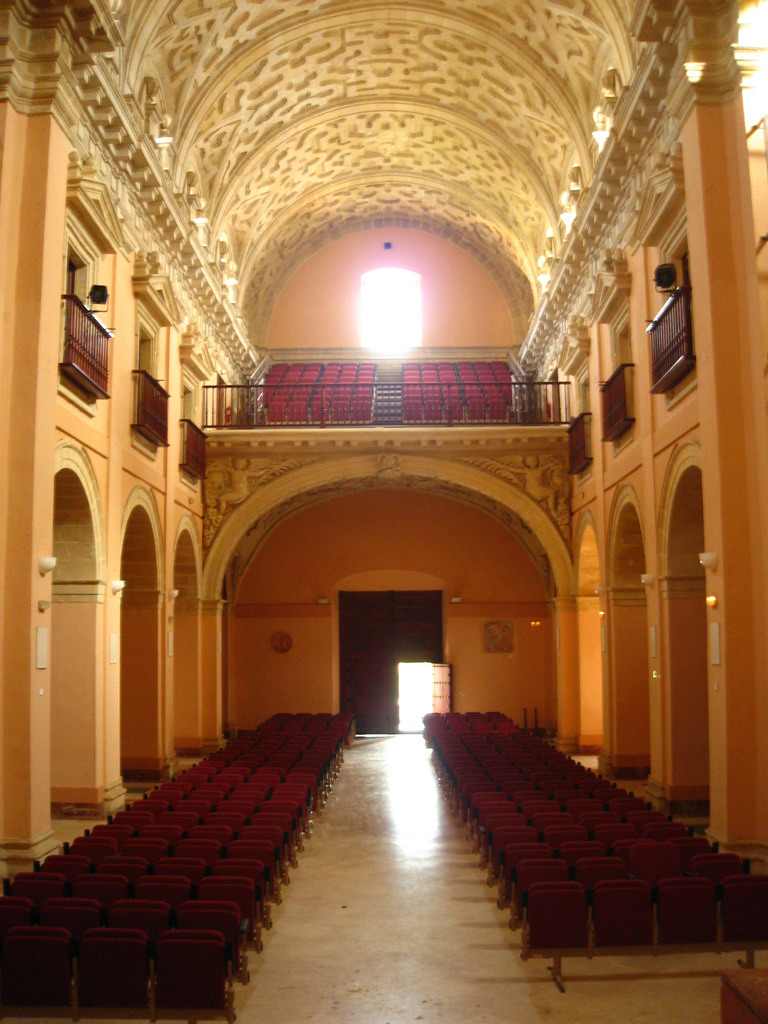
Interior del edificio.

La iglesia formó parte del Convento de la Orden de Recoletos Descalzos de Nuestra Señora de la Merced, dedicada a la redención de cautivos y que fue construido a principios del siglo XVII en estilo manierista, bajo el patronazgo de la Casa de Medina Sidonia.
El edificio albergó culto católico desde su fundación hasta los años 1960 (aunque se habrían encontrado restos previos de una antigua mezquita de la época nazarí). En la década de 1980, tras años de abandono y expolio, su propietaria Luisa Isabel Álvarez de Toledo y Maura, XXI duquesa de Medina Sidonia, lo cedió al Ayuntamiento de Sanlúcar para usos culturales.
En la década de 1990 el edificio fue restaurado y desde entonces es auditorio municipal, sede de la Delegación de Cultura del Ayuntamiento y del Festival Internacional de Música de Sanlúcar. Forma parte del Conjunto histórico-artístico de Sanlúcar de Barrameda y de la Ciudad-convento de Sanlúcar de Barrameda.